# 红山顶遗址
红山顶遗址，位于中国青海省共和县铁盖乡拉才村，为青海省市县级文物保护单位，公布日期为1988年5月20日，类型为古遗址。
红山顶遗址的历史年代为卡约文化。